# O wolnej woli
O wolnej woli /De libero arbitrio/ – wczesny antymanichejski traktat św. Augustyna z Hippony napisany w latach 388–395. Potępiał determinizm.

## Okoliczności powstania
Dzieło to powstało w dwóch etapach, pierwsza księga poświęcona moralnej i metafizycznej tematyce zła powstała w Rzymie. Augustyn napisał ją zimą 387/388 r., prawie rok po swym chrzcie. Być może nawet była pierwotnie wydana jako osobne dziełko. Dwie pozostałe księgi powstały w rodzinnej Tagaście i w Hipponie. Prace zostały zakończone w 395 r., na rok przed śmiercią biskupa miasta Waleriusza, którego Augustyn został następcą. Inspirację i podstawowe tematy dała dyskusja z Ewodiuszem, który wystąpił również w dialogu O wielkości duszy (De quantitate animae). Dialog O wolnej woli miał być w zamyśle autora odpowiedzią na błędne poglądy manichejczyków. Tak pisał o tym w Sprostowaniach:

Podjąłem tę dysputę z myślą o tych, którzy twierdzą, że zło nie ma źródła w wolnym wyborze woli, i dowodzą, że w takim razie Bogu należy przypisać tu winę, jako twórcy wszelkich bytów /(łac.) naturae/. Chcą oni w ten sposób - w myśl swych bezbożnych błędów (bo to są manichejczycy) - wprowadzić jakąś niezmienną i współwieczną z Bogiem naturę zła (Sprostowania, 1,9.1).

## Treść
Dialog składa się z trzech ksiąg:
- Pierwsza - to analiza zła moralnego, polegającego przede wszystkim na podporządkowaniu rozumu namiętnościom. Sprawcą zła jest wola ludzka, która wybiera to, co gorsze.
- Druga księga jest analizą istnienia Boga, swego rodzaju dowodem poruszającym się w ramach tzw. aleksandryjskiego schematu metafizyki, drogi wzwyż - od bytów niższych do wyższych.
- Trzecia księga jest pochwałą Opatrzności Bożej. Porusza trzy grupy zagadnień:
  - Wolna wola a Boża wszechwiedza, zwłaszcza przedwiedza /(łac.) praescientia/
  - Grzech i opatrzność Boża. Zawiera analizy psychologiczne ludzkiej motywacji grzechu. Grzeszna wola ma miejsce w porządku, nad którym czuwa Opatrzność.
  - Rozwiązanie trudności wysuwanych przez manichejczyków, przede wszystkim kwestii zła poszczególnych dusz ludzkich[2].

### Wolna wola a grzech pierworodny
Jednym z głównych tematów dzieła jest analiza roli wolnej woli (voluntas libera) w upadku pierwszych rodziców, Adama i Ewy.
Augustyn prowadzi swą refleksję o doskonałości stanu pierwotnej niewinności poprzez analizę obecnego stanu człowieka po grzechu. Mógł on z wielką łatwością zachować swą sprawiedliwość i świętość, skoro jego potomstwu udaje się przezwyciężyć jej brak:

Stwórca wszechrzeczy ukazuje, z jaką łatwością zachować mógł człowiek – gdyby tylko chciał – stan, w jakim został stworzony, skoro jego potomstwu udało się przezwyciężyć stan, w jakim zostało zrodzone

Sprawiedliwość człowieka polegała na doskonałej rozumności, której nic nie zakłócało. Nie miał wtedy mądrości, gdyż co innego jest mieć zdolność rozumowania, a co innego mieć mądrość. Tę ostatnią zdobywa się przez zachowywanie przykazania.
By wola zwróciła się ku jakiemuś dobru, musi najpierw je dostrzec spojrzeniem ducha (intentio animae). Pośród całej hierarchii bytów, jedynie Bóg zasługuje, by kosztować i cieszyć się w pełni Jego dobrocią (frui). Byty materialne, jako stojące niżej od człowieka, są po to, by z nich korzystać (uti) - należy to do dziedziny twórczości, jest sprawą artyzmu - i wielbić Boga za nie. Nie mogą same w sobie jednak być dla człowieka przedmiotem radowania się (frui). Człowiek jest pośrodku, między Bogiem i stworzeniami. Pierwsi rodzice, spojrzeniem ducha (intentio animi) dostrzegali własne piękno. Wobec doskonałości i nieskończonego piękna Boga, powinni byli zachować postawę pokornego lekceważenia wobec siebie, by móc w prawdzie kosztować dobroci i wielkości Boga. Jednak zapragnęli jak Bóg radować się własną mocą - potestate sua frui. Za radą diabła uwierzyli w swoją wielkość. Uznali, że mogą stać się równie wielkimi i wspaniałymi jak Bóg. Unieśli się pychą, która jest początkiem wszelkiego grzechu. Wolna wola jako taka - będąc stworzona przez Boga - jest dobra. Jej pożądliwy akt (avaritia, improba voluntas, cupiditas), do którego doszło w momencie grzechu, czyli nieuporządkowanego zwrócenia się człowieka ku własnej dobroci i dobroci innych stworzeń, Augustyn za 1 Tm 6,10 nazywa korzeniem wszelkiego zła (ks. 3,17.48).

Przeto pożądliwy akt woli jest przyczyną wszelkiego zła (…) Lecz jeśli spytałbyś się o przyczynę tego korzenia, jak mogłaby ona pozostać jeszcze korzeniem wszelkiego zła?

Był to wolny akt niedoskonałości, braku (defectivus). Był on możliwy dlatego, że stworzenie powstało z niebytu (ex nihilo) i może zwrócić się ku nicości – omnis autem defectus ex nihilo est (Ks. 2,20.54).

## Wydania
- Wydanie krytyczne: CCL 29, 207-321, wyd. W. M. Green /1970/.
- Polski przekład: Anna Trombala, [w:] Augustyn, Dialogi filozoficzne, Kraków: Znak 1999, s. 493-649. Seria Filozofia i Religia.